# Stryphnodendron coriaceum
Stryphnodendron coriaceum är en ärtväxtart som beskrevs av George Bentham. Stryphnodendron coriaceum ingår i släktet Stryphnodendron och familjen ärtväxter. Inga underarter finns listade i Catalogue of Life.